# Drymusidae
Drymusidae là một họ nhện. Họ này gồm có 1 chi và 10 loài.

## Các chi
Drymusa Simon, 1891
- Drymusa armasi Alayón, 1981 (Cuba)
- Drymusa canhemabae Brescovit, Bonaldo & Rheims, 2004 (Brazil)
- Drymusa capensis Simon, 1893 (South Africa)
- Drymusa dinora Valerio, 1971 (Costa Rica)
- Drymusa nubila Simon, 1891 (St. Vincent)
- Drymusa producta Purcell, 1904 (South Africa)
- Drymusa serrana Goloboff & Ramírez, 1992 (Argentina)
- Drymusa silvicola Purcell, 1904 (South Africa)
- Drymusa simoni Bryant, 1948 (Hispaniola)
- Drymusa spectata Alayón, 1981 (Cuba)